# Nickelodeon on Sunset

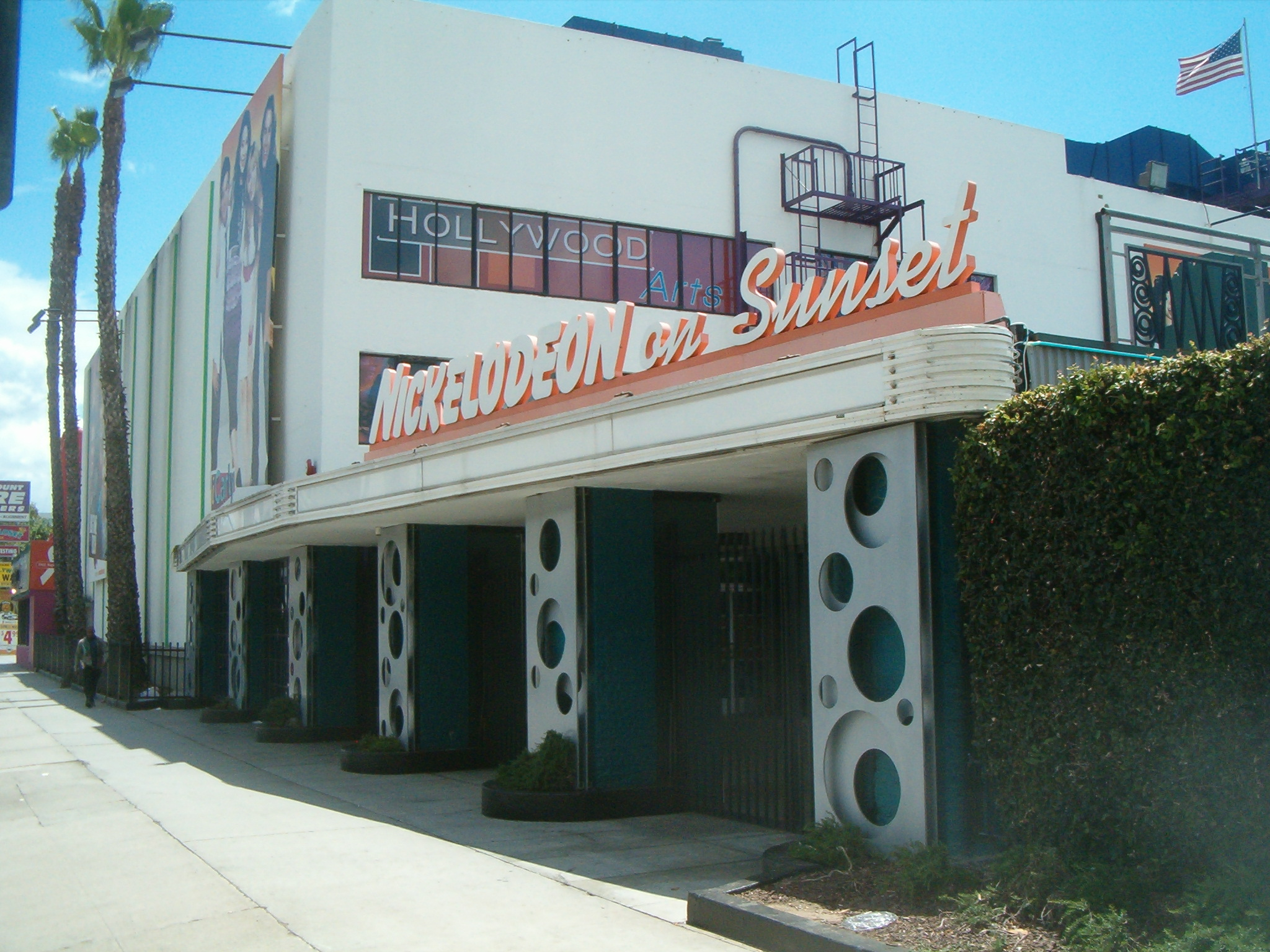
Nickelodeon on Sunset con la ambientación de Victorious en mayo de 2011

Nickelodeon on Sunset (también llamado Nick on Sunset) anteriormente conocido como Earl Carroll Theatre, fue una instalación de escenario ubicado en 6230 Sunset Boulevard, en Hollywood, California, construido por el showman Eric Carroll y diseñado en el estilo Streamline moderne por el arquitecto Gordon Kaufmann en 1938. El teatro ha sido conocido por varios nombres desde entonces, incluido el Moulin Rouge de 1953 a 1964 y el Teatro Aquarius en las décadas de 1960 y 1970. Desde 1997 hasta 2017, fue conocido oficialmente como Nickelodeon on Sunset, albergando la producción para la costa oeste de la series originales de producidas por la cadena infantil Nickelodeon, a partir de la producción de la tercera temporada de All That.
A partir de 2011, 12 series de televisión se han rodado en los estudios, estas no incluyen eventos publicitarios menores y pilotos de televisión. Bella and the Bulldogs es la última serie original de Nickelodeon que la producción se realizó en estos estudios.
Actualmente, varios shows son producidos en las nuevas instalaciones de en Burbank, California.

## Historia

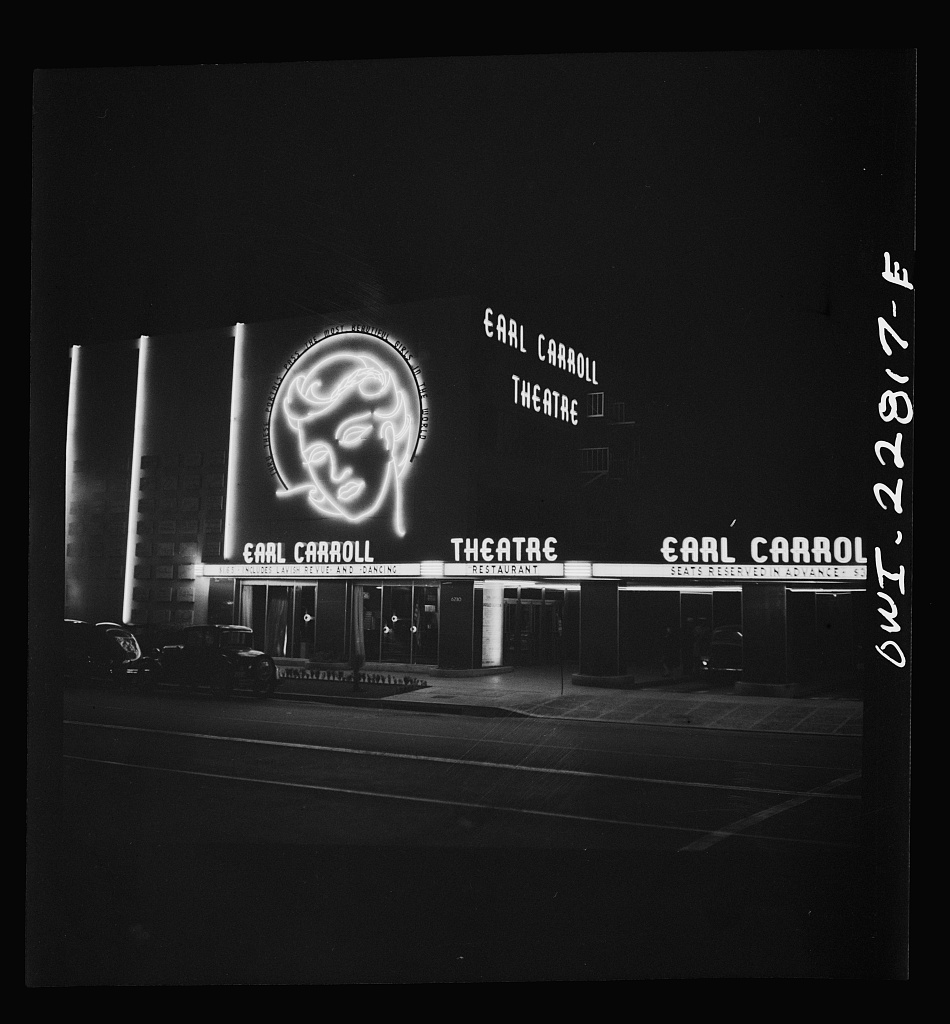
El teatro en 1942

El teatro se inauguró el 26 de diciembre de 1938 con la ubicación de la Costa Oeste de Earl Carroll Theatre. El supper-club ofrece espectáculos sobre un escenario masivo de 60 pies (18 m) de ancho y una escalera y columpios que se podían bajar desde el techo. La fachada del edificio estaba adornada por lo que en ese momento era uno de los monumentos más famosos de Hollywood: un retrato de neón de 20 pies de altura (6,1 m) de la cabeza de la artista Beryl Wallace, quien se convertiría en novia de Carroll. El símbolo ya no estaba por la década de 1960, sino una recreación a partir de fotografías de la muestra está ahora en exhibición en Universal CityWalk, como parte de una colección del Museo de Arte de neón.
Después de que Carroll y Wallace murieran en el accidente del Vuelo 624 de United Airlines en Estados Unidos en 1948, el teatro fue vendido. En 1953, el showman de Las Vegas Frank Sennes lo convirtió en una discoteca llamada Moulin Rouge, y más tarde en un club de rock and roll llamado Hullabaloo (aprovechando la popularidad del programa de la NBC Hullabaloo), y luego el Teatro Aquarius a finales de 1960, el cual contó con muchos de los mejores actos de rock de la costa oeste, con énfasis en bandas locales como The Doors grabaron 2 conciertos los días 21 y 22 de julio de 1969 y fueron publicados posteriormente.
La empresa Pick Vanoff, que era dueño de Sunset Gower Studios, compró la propiedad en 1983, convirtiéndolo en un teatro televisivo donde Star Search, el show de Jerry Lewis MDA Telethon y The Chevy Chase Show se emitieron alguna vez.
A mediados de la década de 1990, Nickelodeon decidió trasladar la producción de algunas series de acción en vivo a la costa oeste desde los Nickelodeon Studios en Orlando, Florida en Universal Studios, después de explorar los escenarios de sonido durante un año, el producto principal de la cadena, All That, pasó un año en Paramount Pictures antes de que Nickelodeon obtuviera un arrendamiento para la instalación en 6238 Sunset Blvd, adquiriendo el escenario de sonido y renombrándolo como Nickelodeon on Sunset en 1997. Debido al espacio limitado del estudio y la necesidad de controlar los spoilers, sólo unas pocas series se grabaron en Nickelodeon on Sunset a la vez, como resultado, otras series de acción en vivo producidos por la cadena se filmaron en otras instalaciones del área de Hollywood, con políticas de estudio cerrado. Algunos de los programas filmados allí para Nickelodeon incluyen la tercera y décima temporadas de All That, The Amanda Show, Drake & Josh y, más recientemente, iCarly y Victorious.
En 2004, el lugar se vendió a una firma de capital privado como parte de una parcela de propiedad más grande. Nickelodeon se mudó de la propiedad en 2017. Con la adición de un nuevo edificio de poca altura que se está construyendo al lado del teatro, el lugar volvería una vez más al nombre de "Earl Carroll Theatre" en 2020.
El Ayuntamiento de Los Ángeles designó el Edificio del Teatro Earl Carroll de 1938 como Monumento Histórico-Cultural durante su reunión del 7 de diciembre de 2016. En septiembre de 2016, el Ayuntamiento también aprobó la propuesta del desarrollador Essex Portfolio de Palo Alto para construir un nuevo edificio de uso mixto en la parte occidental del sitio del edificio del teatro. El proyecto conservará el edificio histórico e incorporará nuevas construcciones en el estacionamiento de superficie adyacente. El nuevo desarrollo tendrá siete pisos de altura y estará conectado al edificio del teatro a través de un paseo peatonal. El proyecto contempla 4,700 pies cuadrados (440 m²) de espacio comercial en la planta baja, así como 200 unidades residenciales. La construcción se inició el 17 de octubre de 2017.

## Programas grabados
- Star Search - (no pertenece a Nickelodeon).
- All That (temporadas 3 a la 10).
- Kenan & Kel (temporadas 3 y 4).
- The Amanda Show (temporadas 2 y 3).
- SNICKhouse.
- The Nick Cannon Show (varias producciones).
- The Conspiracy Zone (la serie es producida por el canal hermano de Nick, TNN, ahora Spike).
- Taina (sólo temporada 2).
- Drake & Josh (temporadas 1, 2 y 4).
- Ned's Declassified School Survival Guide (sólo temporada 1).
- Unfabulous.
- iCarly (sólo temporada 1 a la 5) - Movida a Sunset Bronson Studios para la temporada 6.[9]
- Dance on Sunset.
- True Jackson, VP (sólo temporada 1).
- Victorious.
- Alf's Hit Talk Show - Por el canal hermano de Nick, TV Land.
- Sam and Cat
- Bella and the Bulldogs
- Mr. Meaty

## Producciones especiales
Desde la primera apertura de los estudios en 1997, varios programas han utilizado a Nickelodeon on Sunset para filmar eventos especiales, programas que han utilizado el estudio de sonido en tales formas incluyen:
- "All That Live": El auto-proclamado "episodio 100" de All That se transmitió en vivo en la noche del 6 de marzo de 1999, y fue el primer show de Nickelodeon de su emisión en directo de tipo Hollywood, a pesar de la creencia popular, varias porciones de la serie fueron grabadas antes de la grabación en vivo, para encajar con los cambios de vestuario, etc. Por ejemplo, la gira que incluyó en el Backstage, Josh Server y Kenan Thompson corriendo detrás del escenario, revisando vestuarios con Nick Cannon y Leon Frierson, así como el "All That Wall of Gifts" no tuvo lugar durante los segmentos en vivo, ni tampoco el segmento "¿Dónde está Danny Tamberelli?" o el segmento "Open Cold", es muy fácil saber dónde estaban las partes en vivo mientras la cámara se dirigía hacia el público directamente de los bocetos (es decir, "Good Burger", "Fax Ashley", "Vital Information", "Whateverrr", "inconvenience Store", etc.) Britney Spears fue programada como invitada musical de primera clase, pero se lesionó en un pie muy cerca de rodaje y tuvo que ser sustituida en el último minuto por Lauryn Hill, desde el Anfiteatro Gibson (anteriormente Universal Amphitheater), Hill fue presentada por Mavis y Clavis y que rápidamente reconoció el show en vivo del "Feliz 100 episodio". Britney apareció en el programa, pero solo para presentar clips del detective Dan en "All That".
- All That Live también fue una de las primeras veces en el estudio, es continuación de dos años de historia bajo la propiedad de Nickelodeon que el exterior del estudio se presentó a la audiencia de la TV - (se muestra cuando la conductora Mýa da la bienvenida a la gente en la alfombra roja, los cortos exteriores del público antes y después de la pausa comercial y cuando Mavis y Clavis introdujeron a Lauryn Hill).
- Nickelodeon on Sunset no se presentó en la pantalla antes de este espectáculo, con el fin de no confundir a la audiencia televisiva con Nickelodeon Studios en Orlando, Florida, que fue una gran atracción turística en el tiempo. El exterior de la alfombra roja fue utilizada más adelante para la reunión del décimo aniversario especial, así, con un equipo de edición en la entrada de señal, sin mostrar la originalidad (sin embargo, la demostración de la reunión tenía una alfombra roja en el interior del vestíbulo NOS), el exterior se utilizó muy bien creativamente para el show en vivo le da captura de la alfombra roja, se vieron gran cantidad de fanes de ALL THAT en el estacionamiento del NOS como lo fueron niños y gran cantidad de adultos.
- "Let's Just Play" en 2003 y 2004, con el especial conocido como " Nickelodeon's Worldwide Day of Play".
- TEENick
- "¿RU All That Competition" - El "RU ALL THAT" final de competencia de una hora se emitió antes del verano de 2003, en la que los finalistas del concurso realizaron bocetos con todo los miembros de All That, Christina Kirkman fue coronada como la ganadora y Ryan Coleman como subcampeón, ambos parte del elenco en la temporada 9 (Ryan, a mitad de temporada).
- "All That Reunion Especial Tenth Anniversary ". (técnicamente llamado Nickelodeon Studios Hollywood)